# Церетели, Тинатин Васильевна
Тинатин Васильевна Церетели (груз. თინათინ ვასილიევნა წერეთელი; 1903—1980) — советский и грузинский учёный в области правоведения, доктор юридических наук (1950), профессор (1951), член-корреспондент АН Грузинской ССР (1967). Заслуженный деятель науки Грузинской ССР (1960).

## Биография
Родилась 7 августа 1903 года в селение Цхруквети, Кутаисской губернии.
С 1922 по 1926 год обучалась на юридическом отделении социально-экономического факультета Тбилисского государственного университета, ученица профессора Л. Н. Андроникова.
С 1929 по 1933 год на практической работе в Грузинской коллегии адвокатов в качестве юриста-консультанта и члена этой Коллегии. С 1933 по 1957 год на педагогической работе в Тбилисском государственном университете в качестве аспиранта, ассистента, доцента и с 1951 года — профессор кафедры уголовного и гражданского права, читала курс лекций по вопросам уголовного процесса и права, криминалистики, вела спецкурс «Доктрина преступности». С 1950 по 1952 год — декан юридического факультета этого университета.
С 1957 по 1980 год на научно-исследовательской работе в Институте экономики и права АН Грузинской ССР в качестве заведующего сектором права. Помимо основной деятельности Т. В. Цертели являлась — членом Комиссии по делам несовершеннолетних Верховного совета Грузинской ССР, членом Комитета по государственным  премиям в области науки и техники при Совете министров Грузинской ССР, членом Научно-консультативного совета Верховного Суда Грузинской ССР..

### Научно-педагогическая деятельность и вклад в науку
Основная научно-педагогическая деятельность Т. В. Цертели была связана с вопросами в области уголовного права и криминологии, занималась исследованиями в области основ уголовной ответственности и общетеоретических проблем преступности, была основателем грузинской научной школы уголовного права.  
Т. В. Цертели внесла весомый вклад в подготовку Уголовного кодекса Грузинской ССР, являлась членом главной редакционной коллегии Грузинской советской энциклопедии, являлась членом — редакционной коллегии научного журнала Правоведение (с 1979) и «Грузинские женщины», членом научно-методического совета журнала «Советское право», являлась одним из составителей и главных редакторов русско-грузинского словаря «Юридическая терминология» (с 1963). Т. В. Цертели принимала участие в Международных правовых конгрессах проходивших в Будапеште, Париже, Ницце и Риме, в 1965 году являлась руководителем советской делегации Международного симпозиума по уголовному праву проходившем в Польше.
В 1950 году защитила докторскую диссертацию на соискание учёной степени доктор юридических наук по теме: «Причинно-следственная связь между уголовным правом». В 1951 году ВАК СССР ей было присвоено учёное звание профессор. В 1967 году она была избрана член-корреспондент АН Грузинской ССР.  Т. В. Цертели было написано более ста двадцати научных работ, в том числе монографии: «Приготовление к преступлению и покушение на преступление» (Тбилиси: 1961), «Причинная связь в уголовном праве» (М.: 1963), «Преступное действие и его последствие» и «Соучастие в преступлении» (Тбилиси: 1965).
Похоронена на Сабурталинском кладбище.

## Основные труды
- Причинная связь в уголовном праве / Проф. Т. В. Церетели. — Тбилиси: Изд-во Тбилис. ун-та, 1957. — 276 с.
- Причинная связь в уголовном праве. — [2-е изд., испр. и доп.]. — М.: Госюриздат, 1963. — 382 с.
- Правовые исследования: Сборник науч. статей, посвящ. 70-летию Тинатин Васильевны Церетели / Ред. коллегия: Г. Е. Жвания (гл. ред.) и др. ; АН ГССР. Ин-т экономики и права. — Тбилиси: Мецниереба, 1977. — 257 с.
- Уголовно-правовые исследования : Сб., посвящ. 80-летию со дня рождения Т. В. Церетели : [Материалы всесоюз. конф., 2-4 нояб. 1983 г., Тбилиси / Редкол.: В. Г. Макашвили (гл. ред.) и др. — Тбилиси: Мецниереба, 1987. — 164 с.[4]

## Награды, звания
- Орден Трудового Красного Знамени
- Орден «Знак Почёта»
- Заслуженный деятель науки Грузинской ССР (1960)[1][2][3]